# 天野信之
天野 信之（あまの のぶゆき、1964年12月2日 - ）は、日本の実業家。セグエグループ株式会社の取締役副社長。

## 経歴
- 1989年 早稲田大学社会科学部卒業、ネットワンシステムズ入社
- 1997年 ネットウェーブ（現：NTT Com DD株式会社）設立・取締役
- 2001年 ビットアイル取締役iDC事業部長
- 2003年 ビットアイル取締役副社長
- 2006年 ビットサーフ代表取締役
- 2007年 テラス（現：コウェル）取締役
- 2008年 ビットアイル代表取締役副社長兼COO
- 2010年 ライブラネオ取締役
- 2010年 サイトロック代表取締役会長
- 2013年 AXLBIT代表取締役社長
- 2016年 AXLBIT代表取締役会長
- 2016年 ビットアイル・エクイニクス取締役副社長
- 2017年 エクイニクス・ジャパンチーフセールスオフィサー
- 2019年 セグエグループ取締役副社長
- 2022年 コウェル　代表取締役社長（現任）
- 2023年 アイビーシー株式会社　社外取締役